# Malcolm Alexander MacLean

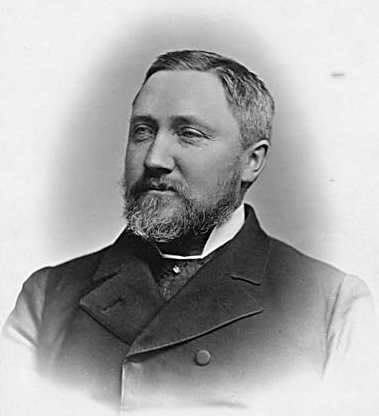
Malcolm Alexander MacLean

Malcolm Alexander MacLean (* 14. August 1842 in Tiree, Schottland; † 4. April 1895 in Vancouver) war ein kanadischer Lehrer, Geschäftsmann und Politiker. In den Jahren 1886 und 1887 war er der erste Bürgermeister der Stadt Vancouver.
Als MacLean vier Jahre alt war, wanderte seine Familie nach Ontario aus. Nachdem er einige Jahre seinen Lebensunterhalt als Lehrer verdient hatte, arbeitete er als Angestellter der Cunard Line in New York City und eröffnete dann Ende der 1860er Jahre kleine Einzelhandelsgeschäfte in Oshawa und Dundas. 1878 ging MacLean nach Winnipeg und war dort im Immobilienhandel tätig. Wegen einer Wirtschaftskrise verlor er fast sein gesamtes Vermögen und wollte 1885 nach Hawaii ziehen, um dort Zuckerrüben anzupflanzen.
MacLean erfuhr von seinem Schwager, einem Assistenten von William Cornelius Van Horne, dem Manager der Canadian Pacific Railway, dass ein Ort namens Granville als westlicher Endpunkt der im Bau befindlichen transkontinentalen Eisenbahn bestimmt worden sei. Er kam dort im Januar 1886 an und engagierte sich sogleich in der lokalen Politik und organisierte eine Petition an die Provinzregierung. Granville erhielt daraufhin den neuen Namen Vancouver und wurde am 6. April 1886 formell gegründet. MacLean wurde am 3. Mai zum ersten Bürgermeister der neuen Stadt gewählt, er erhielt 242 von 469 abgegebenen Stimmen.
Nach dem Großbrand vom 13. Juni 1886, bei dem die gesamte Stadt ein Raub der Flammen wurde, organisierte MacLean den sofortigen Wiederaufbau. Unter seiner Leitung wurden Polizei und Feuerwehr gegründet, Straßen und Brücken gebaut, ein Wasserleitungs- und Abwassersystem errichtet sowie elektrisches Licht und Gas eingeführt. Im Dezember wurde er für ein weiteres Jahr wiedergewählt und empfing am 23. Mai 1887 offiziell den ersten Zug der Canadian Pacific Railway.
Nach seinem Rücktritt als Bürgermeister Ende 1887 war MacLean Friedensrichter, Polizeimagistrat von Vancouver und Sonderkommissar für Einwanderung im Dienste der kanadischen Regierung.